# Harry Carey Jr.
Pour les articles homonymes, voir Carey.
Cet article possède un paronyme, voir Harry Carey.
Harry Carey Jr., de son vrai nom Henry George Carey Junior, né le 16 mai 1921 à Santa Clarita, en Californie (États-Unis), et mort le 27 décembre 2012 à Santa Barbara (Californie), est un acteur américain.
Il tourne dans une centaine de films au cours de sa carrière, dont plusieurs westerns réalisés par John Ford. À la télévision, il obtient des rôles dans plusieurs séries diffusées dans le cadre de l'émission The Mickey Mouse Club.

## Biographie

### Jeunesse

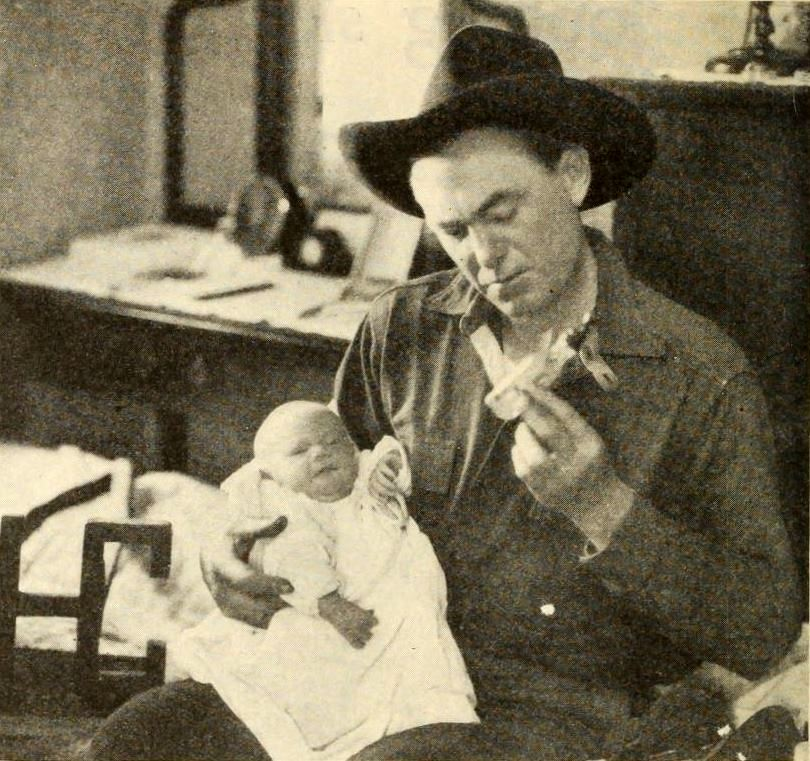
Harry Carey, alors âgé de 8 jours, en 1921, dans les bras de son père Harry Carey.

Harry Carey Jr. est le fils d'une star du cinéma muet, Harry Carey, et de l'actrice Olive Carey. Il naît le 16 mai 1921 dans le ranch de ses parents situé à Saugus, un quartier de Santa Clarita, au nord de Los Angeles. Le jeune Carey grandit parmi le bétail et les chevaux,. Durant sa jeunesse il espère devenir chanteur,. Il est scolarisé dans une école privée d'Hollywood, le Black-Foxe Military Institute. Pendant la Seconde Guerre mondiale, Carey rejoint l'US Navy et sert dans le Pacifique. En 1944, il épouse Marilyn Fix, la fille de l'acteur Paul Fix.

### Cinéma
Après la guerre, Harry Carey Jr. entame une carrière cinématographique. Il apparaît pour la première fois à l'écran en 1946 dans Cœur de gosses (Rolling Home), un western du réalisateur William Berke. John Wayne le recommande à Howard Hawks et Carey obtient un rôle dans La Rivière rouge (Red River), le dernier film dans lequel joue son père Harry Carey Sr. Après la mort de celui-ci, John Ford confie à Harry Carey Jr. des rôles plus importants, notamment dans Le Fils du désert (Three Godfathers). Durant les deux décennies suivantes, il fait partie des acteurs qui apparaissent de façon régulière dans les westerns de John Ford,. Carey tourne dans une centaine de films au cours de sa carrière. Son aspect juvénile le cantonne à des seconds rôles,. Il apparaît en caméo dans des films comme Le Gang des frères James (The Long Riders) en 1980, Retour vers le futur 3 (Back to the Future Part III) en 1990 et Tombstone en 1993.

### Télévision
Harry Carey Jr. tourne dans de nombreuses séries télévisées. Il tient un rôle récurrent dans The Adventures of Spin and Marty, série diffusée en 1955 dans l'émission The Mickey Mouse Club du réseau ABC,. À la fin des années 1950, il joue dans une autre série Disney, intitulée Texas John Slaughter. Il apparaît également dans des séries comme Climax! et Have Gun – Will Travel, diffusées par le réseau CBS.

### Autres activités
Ses mémoires, intitulés Company of Heroes: My Life as an Actor in the John Ford Stock Company, sont publiées en 1994. Ces mémoires ont été traduits en français et publiés sous le titre La compagnie des héros : ma vie d'acteur avec John Wayne et les autres au sein de la John Ford Stock Company aux Éditions des Riaux.

## Récompenses
En 1987, l'acteur est récompensé aux Golden Boot Awards. Il est introduit au Hall of Great Western Performers en 2003. Une étoile lui est dédiée sur le Walk of Fame d'Hollywood.

## Filmographie
| - 1946 : Cœur de gosses (Rolling Home) de William Berke : Dobey - 1947 : La Vallée de la peur (Pursued) : Mc Comber - 1948 : La Rivière rouge (Red River) : Dan Latimer - 1948 : Le Fils du pendu (Moonrise) : Jimmy Biff - 1948 : Ciel rouge (Blood on the Moon) : Cowboy - 1948 : Le Fils du désert (3 Godfathers) : William Kearney ('The Abilene Kid') - 1949 : La Charge héroïque (She Wore a Yellow Ribbon) : 2d Lt. Ross Penell - 1950 : Le Convoi des braves (Wagon Master) : Sandy - 1950 : Terre damnée (Copper Canyon) : Lt. Ord - 1950 : Rio Grande : Trooper Daniel 'Sandy' Boone - 1951 : Le Sentier de l'enfer (Warpath) : Capt. Gregson - 1951 : Tonnerre sur le Pacifique (The Wild Blue Yonder) : Sgt. Shaker Schuker - 1952 : Chérie, je me sens rajeunir (Monkey Business) : Reporter - 1953 : Niagara : Taxi Driver - 1953 : Les Rebelles de San Antone (en) (San Antone) : Dobe Frakus - 1953 : Sweethearts on Parade : Jim Riley - 1953 : Les hommes préfèrent les blondes (Gentlemen Prefer Blondes) : Sims - 1953 : Aventure dans le Grand Nord (Island in the Sky) : Ralph Hunt, copilote de Moon - 1953 : Tempête sous la mer (Beneath the 12-Mile Reef) : Griff - 1954 : Quatre Étranges Cavaliers (Silver Lode) : Johnson - 1954 : Les Proscrits du Colorado (The Outcast) : Bert - 1955 : The Adventures of Spin and Marty (série télévisée) : Bill Burnett - 1955 : Spin and Marty: The Movie : Bill Burnett - 1955 : Ce n'est qu'un au revoir (The Long Gray Line) : Dwight Eisenhower - 1955 : La Maison de bambou (House of Bamboo) : John - 1955 : Permission jusqu'à l'aube (Mister Roberts) : Stefanowski - 1956 : The Further Adventures of Spin and Marty (série télévisée) : Bill Burnett - 1956 : La Prisonnière du désert (The Searchers) : Brad Jorgensen - 1956 : L'Infernale Poursuite (The Great Locomotive Chase) : William Bensinger - 1956 : Légitime Défense (Gun the Man Down) d'Andrew McLaglen : Deputy Lee - 1956 : La Mission du capitaine Benson (7th Cavalry) : Cpl. Morrison - 1957 : The New Adventures of Spin and Marty (série télévisée) : Bill Burnett - 1957 : Le Bord de la rivière (The River's Edge) : Chet - 1957 : Embrasse-la pour moi (Kiss Them for Me) : Lt. Chuck Roundtree (PBY Catalina pilot) - 1958 : La Fureur des hommes (From Hell to Texas) : Trueblood - 1958 : Escorte pour l'Oregon (en) (Escort West) : Trooper Travis - 1959 : Coups de Feu à Sandoval (Gundown at Sandoval) de Harry Keller - 1960 : Noose for a Gunman (en) d'Edward L. Cahn : Jim Ferguson - 1961 : Le Roi des imposteurs (The Great Impostor) de Robert Mulligan : Dr Joseph Mornay - 1961 : Les Deux Cavaliers (Two Rode Together) de John Ford : Ortho Clegg - 1962 : A Public Affair de Bernard Girard : Bill Martin - 1963 : Les Téméraires (en) (The Raiders) d'Herschel Daugherty : Jellicoe - 1964 : Les Cheyennes (Cheyenne Autumn) : Trooper Smith - 1964 : Cinq Mille Dollars mort ou vif (Taggart) de R. G. Springsteen : Lt. Hudson - 1965 : Les Prairies de l'honneur (Shenandoah) : Jenkins (rebel soldier) - 1966 : Cyborg 2087 : Jay C - 1966 : Rancho Bravo (The Rare Breed) : Ed Mabry - 1966 : Billy the Kid versus Dracula : Ben Dooley (wagonmaster) - 1966 : Alvarez Kelly : Cpl. Peterson | - 1967 : Le Ranch de l'injustice (The Ballad of Josie) : Mooney, Meredith's Foreman - 1967 : La Route de l'Ouest (The Way West) : M.. McBee - 1968 : La Brigade du diable (The Devil's Brigade) : Capt. Rose - 1968 : Bandolero ! : Cort Hayjack - 1969 : Une poignée de plombs (Death of a Gunfighter), de Don Siegel et Robert Totten : Rev. Rork - 1969 : Les Géants de l'Ouest (The Undefeated) : Soloman Webster (Thomas rider) - 1970 : One More Time - 1970 : La Guerre des Bootleggers (The Moonshine War) de Richard Quine : Arley Stamper - 1970 : Un beau salaud (Dirty Dingus Magee) : Charles Stuart - 1970 : Le Virginien (TV) saison 9 épisode 11 (Follow the leader) : Thad Miley - 1971 : Le Dernier Train pour Frisco (One More Train to Rob) : Red - 1971 : Big Jake : Pop Dawson (Fain gang member) - 1971 : On continue à l'appeler Trinita (…continuavano a chiamarlo Trinità) : The Father - 1971 : Rio Verde (Something Big) : Joe Pickins - 1972 : Et maintenant, on l'appelle El Magnifico (E poi lo chiamarono il magnifico) : Holy Joe - 1972 : Run, Cougar, Run : Barney - 1973 : Les Cordes de la potence (Cahill U.S. Marshal) : Hank, Jailer at Jefferson Davis County Jail - 1974 : Le Retour de Croc-Blanc (Il Ritorno di Zanna Bianca) : John Tarwater - 1974 : Les Rues de San Francisco (série télévisée) - Saison 2, épisode 21 (The Hard Breed) : Bo Dobbs - 1975 : La Chevauchée terrible (Take a Hard Ride) d'Antonio Margheriti : Dumper - 1976 : Nickelodeon : Dobie - 1978 : Black Beauty (mini-série) : M.. Bond - 1978 : Kate Bliss and the Ticker Tape Kid (en) (TV) : Deputy Luke - 1980 : La Cible (Wild Times) (TV) : Fitz Bragg - 1980 : La Petite Maison dans la prairie (The House on the Prairie) (série télévisée) saison 7, épisode 3 (Un nouveau départ (A New Beginning) ) : Sheriff Pike - 1980 : Le Gang des frères James (The Long Riders) : George Arthur - 1982 : Espèce en voie de disparition (Endangered Species) : Dr Emmer - 1982 : Les Cavaliers de l'ombre (en) (The Shadow Riders) (TV) : Pa Traven - 1983 : Princesse Daisy (Princess Daisy) (TV) - 1984 : Gremlins : M.. Anderson - 1985 : Mask : Red - 1985 : UFOria (en) : George Martin - 1986 : Guillaume Tell et le Clown" (Adventures of William Tell) (TV) : Mutino - 1986 : Crossroads de Walter Hill : Bartender - 1987 : Les Baleines du mois d'août (The Whales of August) : Joshua Brackett - 1987 : Cherry 2000 : Snappy Tom - 1988 : Illégalement vôtre (Illegally Yours) : Wally Finnegan - 1988 : Le Dernier Western (Once Upon a Texas Train) (TV) : Herald Fitch - 1989 : Breaking In : Shoes, Poker Player - 1990 : Bad Jim : J.C. Lee - 1990 : Retour vers le futur 3 (Back to the Future Part III) : Saloon Old-Timer #2 - 1990 : L'Exorciste, la suite (The Exorcist III) de William Peter Blatty : Father Kanavan - 1993 : Tombstone : Marshal Fred White - 1994 : Wyatt Earp: Return to Tombstone (en) : Digger Phelps - 1996 : The Sunchaser de Michael Cimino : Cashier - 1997 : Last Stand at Saber River (TV) : James Sanford - 2005 : The Adventures of Spin and Marty: Back in the Saddle with Harry Carey Jr. (vidéo) : Harry Carey, Jr. - 2006 : Comanche Stallion : Miles Flynn |

## Ouvrage
- La Compagnie des héros : Ma vie d'acteur avec John Wayne et les autres dans la John Ford Stock Company [« Company of Heroes: My Life as an Actor in the John Ford Stock Company »], Les Éditions des Riaux, 2003, 475 p. (ISBN 978-2-84901-002-0)